# Cynthia Lennon
Cynthia Lillian Lennon (født Powell 10. september 1939, død 1. april 2015) var i årene 1962-1968 John Lennons første hustru og mor til Julian Lennon.
Cynthia Powell voksede op i et middelklasseområde i Hoylake, vest for Liverpool. Som tolvårig kom hun på en børnekunstskole, hvilket førte til, at hun kom på Liverpool College of Art. Her mødte hun Lennon på et kursus i kalligrafi, hvilket førte til, at de begyndte at komme sammen.
Mens Lennon optrådte med The Beatles i Hamborg, lejede Powell hans værelse af hans tante og værge Mimi Smith. Da Powell blev gravid, blev hun og John Lennon gift 23. august 1962, og i perioden 1964-1968 boede parret i huset Kenwood i Weybridge, Surrey, hvor hun passede huset og deltog sammen med sin mand i det selskabelige liv med udgangspunkt i London. I 1968 forlod John Lennon hende til fordel for den japanske avantgardistiske konceptkunstner Yoko Ono, og Cynthia Og John Lennon blev derpå skilt 8. november samme år på baggrund af hans utroskab.
Hun var senere gift flere gange; siden en gang i midten af 1980'erne tog hun igen efternavnet Lennon. I 1978 fik hun udgivet den biografiske bog A Twist of Lennon, og i 2005 udgav hun den mere intime John. I flere tilfælde afholdt hun auktioner over genstande med forbindelse til John Lennon. De sidste år af sit liv levede hun på Mallorca, hvor hun i 2015 døde af kræft.